# لوته هافمیستر
لوته هافمیستر (زاده ۲۸ اکتبر ۱۹۹۹) شخصیت تصویر برداشته شده در ویدئوی پرتره لوته است.